# NN Андромеды
NN Андромеды (лат. NN Andromedae) — одиночная переменная звезда в созвездии Андромеды на расстоянии (вычисленном из значения параллакса) приблизительно 38967 световых лет (около 11947 парсеков) от Солнца. Видимая звёздная величина звезды — от +17,51m до +15,97m.

## Характеристики
NN Андромеды — жёлто-белая пульсирующая переменная звезда типа RR Лиры (RRAB) спектрального класса F. Эффективная температура — около 6695 K.